# Hademstorf
Hademstorf – gmina w Niemczech, w kraju związkowym Dolna Saksonia, w powiecie Heidekreis, wchodzi w skład gminy zbiorowej Ahlden.

## Geografia
Gmina Hademstorf położona jest na prawym brzegu rzeki Aller.